# Ars Mathematica Contemporanea
Ars Mathematica Contemporanea est une revue scientifique à évaluation par les pairs couvrant les mathématiques discrètes en connexion avec d'autres branches des mathématiques. Elle est publiée par l'Université du Littoral, en collaboration avec la Société des mathématiciens, physiciens et astronomes de Slovénie, l'Institute of Mathematics, Physics, and Mechanics (en), et la Slovenian Discrete and Applied Mathematics Society. La revue est en libre accès mode dianmant, avec des articles publiées sous Licence Creative Commons. Ses éditeur en chef sont : Klavdija Kutnar, Dragan Marušič (en), Tomaž Pisanski (en).

## Objectifs
Ars mathematica contemporanea publie des articles mathématiques qui s'inscrivent dans le cadre des mathématiques discrètes et concrètes. Elle privilégie les thèmes qui combinent au moins deux domaines mathématiques différents. En particulier, elle publie des articles qui lient les mathématiques discrètes et d'autres branches des mathématiques, telles que l'algèbre, la géométrie, la topologie, l'informatique théorique et la combinatoire. 

## Résumés et indexation
La revue publie 2 volumes par an, composés de 2 numéros, depuis 2015, auparavant 1 volume de 2 numéro. À titre d'illustration, le volume 17 (2e volume de l'année 2019), est composé d'une vingtaine d'articles et comporte près de 700 pages,.
La revue est indexée par : Current Contents/Physical, Chemical & Earth Sciences, Mathematical Reviews, Science Citation Index Expanded, Scopus, zbMATH.
D'après le site Journal Impact, la revue a en 2018/2019 un 
facteur d'impact de 0.910.